# 안태비
황태비 안씨(皇太妃 安氏, ? ~ 948년)는 후진의 2대 황제인 석중귀의 모후이며, 송왕(宋王)으로 추존된 석경유의 왕비이다. 
행적은 전해지지 않으며, 석경유와 결혼하여 석중귀를 낳자 진국부인(秦國夫人)에 봉해졌다. 943년 9월 황제로 즉위한 석중귀에 의해 황태비(皇太妃)로 격상되었으며 후진이 멸망하자 948년 2월 아들과 함께 건주(建州)에 안치될 예정이였으나 그전에 사망하였다. 죽기 전 "화장하여 재가 되니 남쪽으로 휘날리면 영혼만이 남을 것이다." 라는 유언을 남겼다.

## 가족
- 부친: 안씨(安氏, 불명)
- 모친: 불명
- 부군: 송왕 석경유
- 아들: 출제 석중귀

## 참고
- 安太妃 (石敬儒)